# William Howard (frälsningsofficer)
William Howard född 1871, död 1948, var en brittisk kommendör i Frälsningsarmén (FA), tonsättare och sångförfattare. Han var chefsekreterare för FA i Danmark, Frankrike och tillträdde samma befattning i Sverige i september 1912. Howard var under en tid även ledare för FA i Finland och Nederländerna. Han var son till kommendör T. Henry Howard som var FA:s stabschef 1912-1919.

## Sånger
- Kärlek utan gräns och mått